# Гелме
Ге́лме (ест. Helme alevik) — селище в Естонії, у волості Тирва повіту Валґамаа.

## Населення
Чисельність населення на 31 грудня 2011 року становила 167 осіб.

## Географія
Селище розташоване в північно-західному передмісті Тирва.
Через населений пункт проходить автошлях 6 (Валґа — Уулу).

## Історія
До 21 жовтня 2017 року селище входило до складу волості Гелме.

## Персоналії
- Яан Унт — офіцер Естонської армії під час війни за незалежність, командир Піхотного батальйона Купер'янова. Навчався у місцевій школі.